# クラウチ・エンド
クラウチ・エンド（英: Crouch End）は、イングランドのロンドン北部ハーリンゲイ自治区の町。
1970年代にアーティストやメディア業界人などのパフォーマーが、安い家賃のために多く集まったことで、クリエイティブ産業が盛ん。交響楽団の聖歌隊クラウチ・エンド・フェスティバル・コーラスがある。